# 津田一磨
津田一磨 （つだ かずま、1988年6月2日 -）は、和歌山県岩出市出身のモーターサイクル・ロードレースライダーである。

## 人物
- 1999年にミニバイクレースデビューし、その後、全日本選手権や鈴鹿8耐などに長年参戦している中堅ライダーである。
- 国際A級ライセンスを所持。兄は全日本ライダーの津田拓也。

## 主な戦績
- 2002年-鈴鹿4時間耐久ロードレース2位
- 2003年
  - 鈴鹿4時間耐久ロードレース5位
  - 東日本チャレンジカップ2位
- 2004年
  - 鈴鹿4時間耐久ロードレース4位
  - 東日本チャレンジカップ3位
- 2005年-東日本チャレンジカップチャンピオン
- 2006年
  - 全日本ロードレース選手権 ST600クラス参戦
  - 鈴鹿8時間耐久ロードレース11位
- 2007年
  - 全日本ロードレース選手権 JSB1000シリーズ19位
  - 鈴鹿8時間耐久ロードレース10位
- 2008年
  - 全日本ロードレース選手権 JSB1000シリーズ23位
  - 鈴鹿8時間耐久ロードレース10位
- 2009年-鈴鹿8時間耐久ロードレース7位
- 2010年-イタリア選手権参戦
  - 鈴鹿8時間耐久ロードレース32位
- 2011年
  - 鈴鹿8時間耐久ロードレース14位
- 2012年
  - 全日本ロードレース選手権 JGP-2スポット参戦
- 2013年
  - 全日本ロードレース選手権 JGP-2シリーズ参戦